# Thuận Phước
Thuận Phước là một phường thuộc quận Hải Châu, thành phố Đà Nẵng, Việt Nam.

## Địa lý
Phường Thuận Phước có vị trí địa lý:
- Phía đông giáp quận Sơn Trà
- Phía tây giáp phường Thanh Bình
- Phía nam giáp phường Thạch Thang
- Phía bắc giáp Biển Đông.

Phường Thuận Phước có diện tích 2,21 km², dân số năm 2023 là 19.630 người, mật độ dân số đạt 8.882 người/km².

## Lịch sử
Ngày 24 tháng 10 năm 2024, Ủy ban Thường vụ Quốc hội ban hành Nghị quyết số 1251/NQ-UBTVQH15 về việc sắp xếp đơn vị hành chính cấp huyện, cấp xã của thành phố Đà Nẵng giai đoạn 2023 – 2025 (nghị quyết có hiệu lực từ ngày 1 tháng 1 năm 2025). Theo đó, điều chỉnh 0,19 km² diện tích tự nhiên của phường Thuận Phước vào phường Thanh Bình.
Sau khi điều chỉnh, phường Thuận Phước có 2,21 km² diện tích tự nhiên và quy mô dân số là 19.630 người.